# 佳兆業集團
佳兆業集團控股有限公司（港交所：01638）於1999年在香港成立，主要於中國進行房地產開發，總部位於香港中環皇后大道中99號中環中心30樓，董事局主席為郭英成，聯席總裁為麥帆、郭曉群、李海鳴。佳兆業集團主要在全國大中城市開發房地產項目，其下項目包括有住宅、寫字樓及酒店式公寓。佳兆業在中國內地以城市更新業務聞名，有「舊改（舊城改造）之王」之稱。
除地產業務外，佳兆業集團亦擁有傳媒業務。旗下的星島集團是香港的主流報章之一。

## 历史
佳兆業曾計劃於2008年於香港上市，但計劃最終因市況不佳而延遲。2009年12月，佳兆業在香港進行公開招股，招股價介乎3.45至4.45港元，最多集資44.5億港元，股份于12月9日在香港交易所上市。
2010年8月，佳兆業以人民幣19億元向恒大地產出售廣州佳兆業廣場。
2014年4月9日，佳兆業聯同生命人壽以54億人民幣購入深圳大鵬新區大鵬街道下沙社區綜合性質用地。
2014年12月2日，佳兆業旗下5個位于深圳龙岗区的楼盘遭到国土局的锁定禁售。同月16日，佳兆業旗下山海美域花園（又稱前海廣場）遭鎖定禁售。2014年12月10日佳兆业晚间发布董事会重大调整公告，公司创始人郭英成将辞任执行董事、董事会主席、提名委员会主席、薪酬委员会成员及公司授权代表等一切职务，郭英成的三弟郭英智也将调任非执行董事。此项调整将自2014年12月31日起生效。佳兆業副主席譚禮寧亦辭職。12月31日，佳兆業宣布以12億元人民幣向萬科企業出售上海青灣兆業全部股權與股東貸款。2015年1月，萬科企業終止收購上海青灣兆業的上海青浦項目。
2015年1月8日，佳兆業被媒體指公司可能出現債務危機，最壞情況大股東郭英成家族可能損失手上40億元市值股份。1月26日，佳兆業被媒體指公司獲融創中國洽購佳兆業集團股權。
2015年2月1日，融創中國以總作價23.75億人民幣收購佳兆業4個位於上海的項目。融創中國收購的資產包括上海青灣和上海榮灣全部股權，兩間公司分別開發位於青浦區的青浦君匯上品以及位於奉賢區的佳兆業八號二期。另外，融創中國亦購入上海浦東新區的浦東金融中心開發商上海贏灣51%股權及嘉定區的佳兆業城市廣場三期的上海誠灣51%的股權。
2015年2月2日，佳兆業行政總裁金志剛辭任行政總裁一職，但依然擔任公司執行董事一職。
2015年2月4日，根據港交所股權披露顯示，融創中國1月底以均價1.8港元，向佳兆業創辦人郭英成家族購入25.3億股49.25%股權，佳兆業（1638）股份，總收購代價45.5億港元。
2015年3月，港交所要求佳兆業停牌。4月9日，佳兆業宣布下七個位於深圳的被鎖定禁售項目中，其中四個已被政府解封，但仍在法院凍結狀態，無法正常銷售。被解封項目包括深圳佳兆業大鵬假日廣場、深圳佳兆業悅峰花園、深圳佳兆業中央廣場及山海美域花園。另外，佳兆業向生命人壽抵押合資公司的50%股權，以換取生命人壽貸款13.77億元人民幣。4月13日，郭英成復任董事局主席，而原聯席主席孫越南及葉列理調任副主席。
2015年5月21日，佳兆業在深圳鹽田體育中心運營管理的公開招標中成功中標。佳兆業本身亦是深圳大運中心全球總運營商及深圳南山文體中心聯合運營商。5月27日，佳兆業前董事局副主席兼執董譚禮寧重返佳兆業。5月28日，融創中國終止對佳兆業的收購。6月17日，融創中國終止對佳兆業上海4個項目的收購。6月18日，融創中國主席孫宏斌表示佳兆業淨資產為零，不值得收購，所以放棄。孫宏斌亦表示覺得佳兆業永遠復不了牌。。2017年3月27日，佳兆業股份上午九時正起复盘。
2018年5月，佳兆業集團公布，與新昌集團訂立框架合作協議佳兆業向新昌提供建築及管理服務。
2018年8月，佳兆業集團向盧文端購入中環中心30樓全層，作價為10.7億港元。
2019年，佳兆業集團以5億港元香港西營盤東邊街舊樓，是在香港第二個發展項目。
2020年1月，佳兆業集團以35億港元投得香港屯門青山灣地皮。10月5日，佳兆業集團以1.469億美元（11.384億港元，或9.974億元人民幣）或認購紐約上市南太地產16,051,219股（每股面值0.01美元（0.0775港元和0.0679元人民幣）普通股）。
2020年12月21日，佳兆業集團和广州红八方集团合资公司广东佳红房地产开发有限公司奪得广州市海珠区瑞宝街石溪村更新改造项目，招标文件显示，石溪村改造范围用地面积101.38万平方米，涉及3345户共7270人，改造总投资额约176.99亿元。
2021年3月，佳兆業集團購入向陳壯榮購入香港啟德4B區住宅地發展權。同年11月，遠東發展及新世界發展以79.5億港元向佳兆業集團及陳壯榮購入香港啟德4B區住宅地。
2021年4月，佳兆業集團向陳秉志購入中環中心38樓。同年11月，向山高金融出售中環中心38樓。
於2021會計年度，佳兆業錄得127.27億人民幣虧損，而且年度虧損按年遞增；2022年虧損130.64億人民幣，2023年增至199.32億人民幣；2024年虧損更飇升至285.33億人民幣，四年累計總共蝕742.57億人民幣。
2024年11月，《彭博》引述知情人士報道，佳兆業集團希望出售其位於中環中心30樓全層的總部辦公室，作價約5億元；該物業曾經於去年被抵押，換取貸款。

## 經營狀況

### 信貸評級調低至垃圾債級別
2021年10月28日，國際信貸評級機構標普將佳兆業長期發行人信貸評級，由「B」調低至垃圾債級別的「CCC+」級，展望負面。標普指出，佳兆業未來12個月，將有32億美元境外票據到期，認為佳兆業無法完成再融資的風險很高。標普同時調低佳兆業管理和企業管治評估，由尚可降至薄弱。

### 未能償還債務
2021年10月底，佳兆業集團旗下「錦恆財富」發行、佳兆業集團擔保的一款理財產品未能如期兌付。該產品買家11月4日湧入其深圳總部尋求兌付方案，現場涉及近千名投資人。11月5日港股開盤前，佳兆業集團在交易所公告上午暫停交易，旗下佳兆業資本、佳兆業美好和佳兆業健康同時停牌，但公告未說明停牌原因。
2021年11月9日，一位人士告訴路透社，佳兆业在中国国务院智库、银行和多家房企参加的座谈会上表示需要帮助，該公司需要向投资者、工人和供应商付款。

### 董事會
執行董事
郭英成先生(主席)丶 孫越南先生(副主席) 丶麥帆先生(副主席) 李海鳴先生 郭曉群先生
非執行董事
陳少環女士
獨立非執行董事
饒永先生
張儀昭先生
劉雪生先生

## 旗下發展物業
| - 深圳佳兆業前海廣場 - 深圳佳兆業城市廣場 - 深圳KPR佳兆業廣場 - 深圳悅峰花園 - 深圳龍崗大道1號 - 深圳香瑞園 - 深圳茗萃園 - 深圳水岸新都 - 深圳佳兆業中心 - 深圳桂芳園 - 深圳可園 - 深圳大都汇 - 深圳上品雅園 - 深圳金翠園 - 東莞東江豪門 - 東莞中央豪門 - 東莞水岸豪門 | - 東莞帝景灣 - 東莞帝景中央 - 東莞御龍山花園 - 東莞沙田碧海雲天花園 - 東莞城市綠洲花園 - 廣州中石化大廈 - 廣州佳兆業廣場 - 廣州君匯上品 - 佛山濱江1號 - 佛山金域天下 - 佛山君匯上品 - 佛山可園 - 惠州東江新城 - 惠州佳兆業廣場 - 惠州佳兆業1号 - 惠州佳兆業中心 - 珠海御金山 | - 珠海水岸華都 - 中山佳兆業·大都匯 - 成都麗晶港 - 長沙水岸新都 - 上海佳兆業8号 - 上海佳兆業1号 - 上海香溢雅苑 - 上海珊瑚灣 - 杭州玖珑山 - 杭州佳兆業君汇上品 - 南京佳兆業城市廣場 - 江陰水岸新都 - 北京佳兆業廣場 - 沈陽佳兆業中心 - 香港深水埗弦雅 |

## 多元投資
- 佳兆业在主攻地产的同时，加大了旅游、酒店、金融、基建投資丶健康医疗、文化体育等领域的投入[51][52][53]

## 外部連結
- 佳兆業集團控股官方網站（页面存档备份，存于）
- 富昌金融集團其下相關公司 - 佳兆業地產(深圳)有限公司
- 佳兆業集團控股招股文件（页面存档备份，存于）